# 구모이 다쓰오

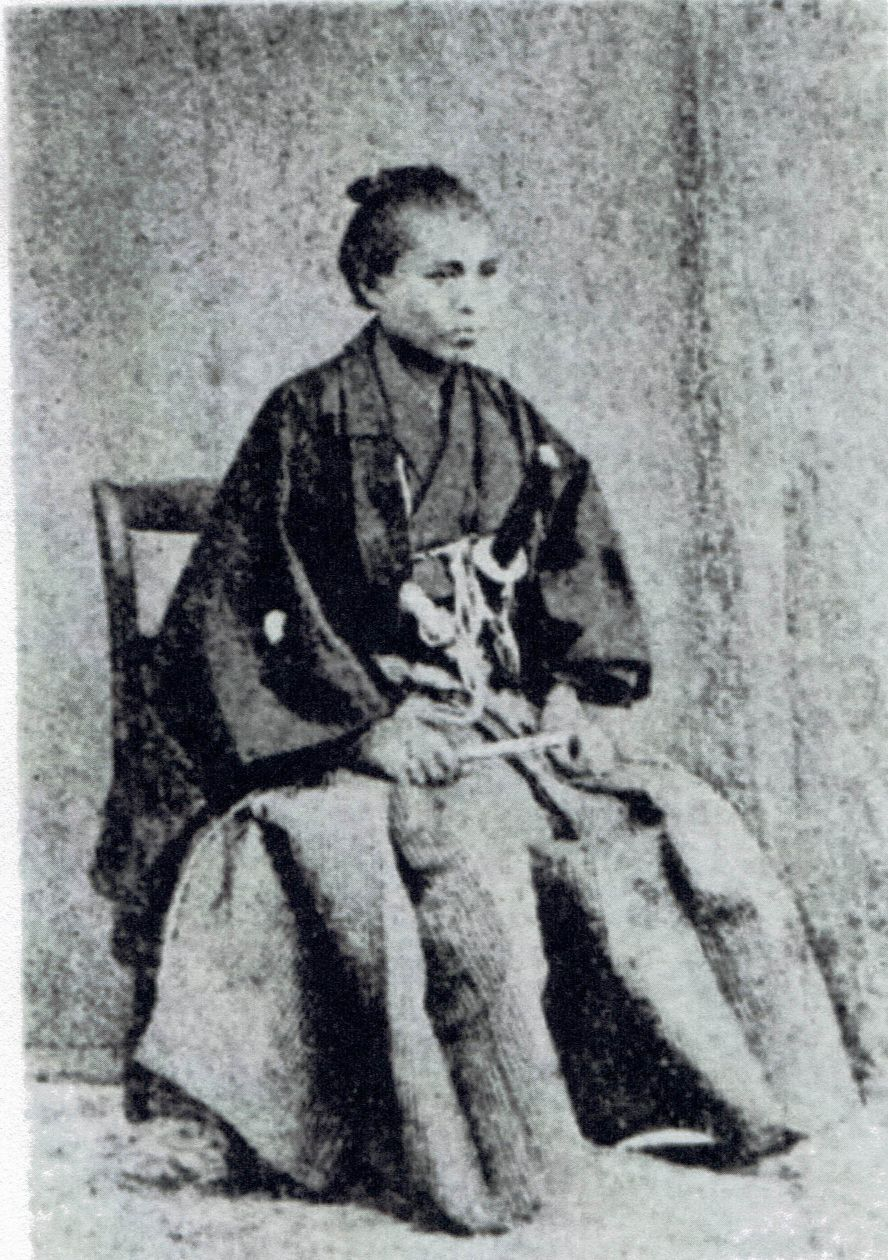
쿠모이 타츠오

구모이 다쓰오 (雲井龍雄, くもい たつお, 1844-1871)는 막말부터 메이지에 걸쳐 지사, 집의회 의원을 지냈다. 본명은 코지마 모리요시小島守善, 자는 居貞, 호는 枕月, 瑚海侠徒 등을 썼다. 장부의 의지와 비분강개, 낭만주의가 넘치는 시인으로 평가받고 있다. 쿠모이 타츠오라는 이름은 1868년부터 사용하기 시작했는데 용띠 용월 용일辰年辰月辰日에 태어나서 용의 기운을 담아 붙인 것이다.

## 생애
1844년 5월 12일 요네자와번사인 아버지는 아버지 나카시마 소우에몬 헤이(中島惣右衛門平)와 屋代家의 八百의 사이에서 2남 2녀중 차남이었다. 아명은 豹吉、猪吉、権六、熊蔵 등이었다.
어릴때부터 지기 싫어하고 장난이 심했다. 8세에 집 근처의 上泉清次郎의 사숙에서 공부를 시작했고 재능과 담력을 인정받아 선생에게서 맹상군이라는 평가를 받았다. 9세때 선생 세이지로가 병사하여 야마다 사숙山田蠖堂으로 옮겼고 12세엔 인근 학계의 중심인물이던 曾根俊臣에게도 배우기 시작했다. 14 세부터는 번교 興譲館과 그 안의 友于堂에서 공부했다. 상급 무사의 자제를 교육시키므로 학비가 무료였을 뿐 아니라 타츠오는 우수인재로 선발되어 포상과 효자상을 받았다. 도서관의 장서 3천권 대부분을 읽었고 주자학을 비판하며 양명학을 추종하게 된다.
18세에 숙부인 코지마 자이스케小島才助의 양자가 되어 마루야마 쇼자에몬(丸山庄左衛門)의 차녀 요시와 결혼했다. 숙부의 사망으로 21세에 高畠の警衛를 이어받았다. 1865년 요네자와번의 에도번저에서 일했고 허가를 얻어 安井息軒의 삼계숙三計塾에서 공부했다. 息軒는 쇼헤이자카 학문소에서 공부할 때도 주자학만을 배우게 하진 않았고 문하생들에게도 자유롭게 공부하도록 허용했다. 이런 학풍속에서 타츠오는 경국제민의 실학에 뜻을 두어 숙두(학생리더)가 되었고 스승도 그를 '다니 다테키 이래 최고의 학생'이라는 평가를 받기도 했다. 이곳의 문하생으로는 기도 다카요시, 히로사와 사네오미, 시나가와 야지로, 人見勝太郎、重野安繹 등이 있다. 이후 평생의 동지가 된 스승의 차남 安井謙助를 만났다.
1866년 번의 명령으로 귀향했다. 이 시기 우에스기 모치노리는 800명의 병력을 이끌고 교토의 치안유지를 담당중이었는데 타츠오는 교토의 경비 대신 具眼の人物을 격상시켜 천하의 형세를 살피는 것이 상책이라고 건의했으나 보수적인 번의 분위기 때문에 거부되었다. 상황은 급변하여 에도 막부의 조슈 정벌 좌절과 도쿠가와 요시노부가 쇼군직에 오르는 등 막부의 실력은 밑천이 드러나고 있었다. 요네자와번도 막부를 따르지 않는게 좋겠다는 것을 알게되어 茂憲을 소환하고 원로인 千坂高雅를 교토에 파견했으며 타츠오도 동행하게 되었다. 千坂일행은 清水の成就院을 본진으로 타츠오를 별동대로 삼아 一木緑、遠山翠等 등의 가명으로 상황을 탐색하게 했다.
1867년 대정봉환과 신정부에서 왕정복고의 대호령이 나와 타츠오는 신정부의 貢士(의정관)가 되었다. 이것은 문벌 차이를 넘어선 인선으로 타츠오의 이름이 번 내외에 알려져있었기 때문에 가능했다. 이 시기 친아버지가 병으로 죽었다.
1868년 도바·후시미 전투에 이어 신정부군이 동쪽으로 진군하자 타츠오는 교토를 출발하는 도중 사쓰마번의 잘못을 적은 토벌 사쓰마 격문討薩檄을 기초하고 오우에쓰 열번 동맹의 궐기를 촉구했다. 그러나 구막부세력이 패배하자 타츠오는 요네자와에서 근신하게 된다. 1869년 근신이 해제되어 興譲館의 조교가 되었으나 두달만에 사임했고 신정부는 타츠오를 집의회 의원으로 임명했다. 하지만 사쓰마 출신이 많은 집의회에서 서슴없이 사쓰마를 비판한 탓에 주위에서 기피당해 한달만에 의원을 그만두었다.
보신 전쟁 패배 후 몰락한 지역에서 도망나온 패잔병들이 타츠오의 주위에 모이게 되었고 그는 1870년 도쿄 芝の上行, 円真寺에 귀순자 점검소帰順部曲点検所를 만들어 탈번자와 구 막부 신하들에게 귀순의 길을 열어주자고 탄원서를 제출했다. 이것은 참의 사사키 다카유키 広沢真臣 등의 허가를 받은 것으로 신정부에 불만을 가진 사람들이 모이는 계기가 되었다. 이것이 쿠데타 음모로 간주되어 근신처분이 내려졌다. 자세한 조사도 없이 내려진 처분이었으며 1871년 감옥에서 참수되어 효수되었다. 향년 27세. 몸은 대학동교로 보내져 해부학 수업에 사용되었다. 이 만행을 감추기 위해 신정부는 그의 행적이나 이름에 대한 언급을 금기시했다. 동지인 原直鉄、大忍坊 등 13명이 참수되었고 22명이 옥사했다.
묘는 요네자와의 常安寺에 있다. 법명은 義雄院傑心常英居士. 추도회가 생겨 기일에 묘에서 기념식 등이 이루어졌다. 回向院에 그의 묘석이 있다.

## 일화
友于堂에 입학한 타츠오에게 어느날 친구인 佐藤志郎가 방문했다. 사토가 공부방에 들어가니 일척 정도의 몽둥이가 있었다. 이게 무엇이냐 묻자 타츠오는 공부 방망이라 답했다. 왜 공부 방망이인가 물었더니 내 머리의 혹을 봐라, 졸리면 이걸로 머리를 친다. 처음엔 세수정도였고 박하를 눈커풀에 붙여보았지만 눈만 아팠다. 고추를 핥아봤으나 맵고 정신만 없었으니 이 막대기로 때리는 것이 제일 좋았다. 춘추좌씨전도 이 몽둥이로 스스로를 때리면서 다 읽었다고 답했다.
三計塾에 있을 때 타츠오는 스승 息軒의 명으로 담요를 사러 요코하마의 상관에 갔으나 그 돈으로 만국공법을 사왔다. 스승은 그를 칭찬했다.
네번에 걸친 탄원서가 좌절되고 근신처분을 받은 타츠오는 근신중에 친구인 河村徳友의 집에서 글을 쓰는 도중 2층에서 1층까지 내려가서 정원수를 떠왔다. 친구의 할머니가 왜 물을 2층에 길어두고 쓰지않느냐 묻자 그는 글을 맑은 마음으로 쓰기 위해 깨끗한 물을 떠와야 한다고 답했다.
타츠오의 한시는 메이지 초기에 널리 읽혔다. 자유 민권 운동 지사들에게 특히 사랑받았다. 젊은날의 西田幾多郎도 타츠오의 묘에 방문해서 이렇게 썼다. "지난 20일 타츠오가 묻힌 천왕사로 가서 경천동지할 독립정신을 봤다. 감동과 흠모의 정을 참지못해 ... 타츠오의 고통과 학문을 보니 송구한 마음을 참을 수 없었다. 너무 늦었지만 그를 만나러 천리 먼길을 왔다. 배움은 일시에 얻어지는 것이 아니다. 멈추지 말아야 하는 것이다." (1891년)
고토쿠 슈스이는 사형을 앞두고 억울하게 죽은 사람들을 언급하며 이렇게 썼다. "木内宗五도 요시다 쇼인도 쿠모이 타츠오도 에토 신페이도, 赤井景韶도 富松正安도 사형되었다."
한시가 점차 읽히지 않자 타츠오도 후대로 갈수록 기억되지 않게 되었다. 藤沢周平가 타츠오를 주인공으로한 소설 『雲奔る』을 썼다.
아래는 타츠오의 절명시이다.
죽으면서 죽음을 두려워않고
살아서 삶은 훔치지 않으리
죽음을 각오한 남아의 절개
태양과 싸우노라
남아가 가는 길의 올곧음은
솥에 삶긴다해도 두려워않으리
비록 작은 이 한몸일지라도
만리장성이노라

## 참고 자료
- 요시카와 에이지 메이지추풍음 「明治秋風吟」
- 마쓰모토 겐이치 (1946년) 막말기인전「幕末畸人伝」

외

## 같이 보기
- 討薩檄